# Iglesia de Nuestra Señora del Tovar
La iglesia de Nuestra Señora del Tovar es una iglesia situada en la localidad de Meneses de Campos, provincia de Palencia, España, declarada bien de interés cultural el 18 de febrero de 1993.

## Descripción
El templo parroquial de Meneses de Campos, dedicado a Santa María, bajo la advocación de Nuestra Señora del Tovar, está situado en el centro del casco urbano. Construido en piedra de sillería, de notables proporciones, consta de tres naves separadas por pilares que soportan bóvedas de crucería estrellada.
Inicialmente fue románico, conservando la portada de este estilo a los pies y cobijada por su torre, la actual adosada a la nave de la epístola, es gótica, con arco conopial decorada y rematada en Calvario. La actual fábrica del templo es una construcción de los siglos XV y XVI.
La capilla mayor se cubre, como todo el templo, con bóvedas estrelladas con claves y yeserías de bella factura, obra tal vez de los Corral de Villalpando. La sacristía, obra del siglo XVI, cubierta con bóveda de arista. El coro se sitúa a los pies en lo alto.
Todo el templo está decorado con medallones alegóricos. La torre construida en piedra de sillería está almenada, restos de un antiguo torreón.